# Anwen, Zhejiang
Anwen (kinesiska: 安文) är ett stadsdelsdistrikt i Kina. Den ligger i Pan'an i provinsen Zhejiang, i den östra delen av landet, omkring 130 kilometer söder om provinshuvudstaden Hangzhou. Antalet invånare är 47 795. Befolkningen består av 23 765 kvinnor och 24 030 män. Barn under 15 år utgör 17,0 %, vuxna 15-64 år 75 %, och äldre över 65 år 7,0 %.
Runt Anwen är det ganska tätbefolkat, med 155 invånare per kvadratkilometer. Närmaste större samhälle är Hengdian, 16,1 km nordväst om Anwen. I omgivningarna runt Anwen växer i huvudsak blandskog.
Genomsnittlig årsnederbörd är 2 143 millimeter. Den regnigaste månaden är juni, med i genomsnitt 396 mm nederbörd, och den torraste är januari, med 70 mm nederbörd.